# SH004
SH004（えすえいち ぜろぜろよん）は、シャープによって開発された、auブランドを展開するKDDIおよび沖縄セルラー電話のCDMA 1X WIN対応音声用端末である。

## 概要
SH001の実質的なリファイン版にあたる機種で、赤外線通信方式がIrSSに変更された点と本体のディスプレイ部の背面パネルのデザインの違い、デコレーション絵文字のプリセット数などを除き、利用できる機能とサービス、端末本体の内部基板に関してはSH001にほぼ準拠しており、外部メモリがmicroSDHCではなくmicroSD(2GB)までしか対応していない、日本語入力システムのケータイShoinのバージョンが（SH003の9に対して）7であるなどの点も共通している。
また、同期に発表された同キャリア向けの機種であるEXILIMケータイ CA004（カシオ日立製・カシオブランド）同様、コストパフォーマンスに秀でている。

## 歴史
- 2009年（平成21年）9月14日 - 電気通信端末機器審査協会（JATE）通過。
- 2009年10月19日 - KDDI、およびシャープより公式発表。
- 2009年11月14日 - 関東地区を除く全国にて一斉発売。
- 2009年11月21日 - 関東地区にて発売。
- 2010年（平成22年）9月 - 販売終了。

## 主な機能・対応サービス
| 主な機能・対応サービス                                                                                                | 主な機能・対応サービス                  | 主な機能・対応サービス                                       | 主な機能・対応サービス   |
| --- | --------------------------------------- | ------------------------------------------------------------ | ------------------------ |
| au LISTEN MOBILE SERVICE (EZ「着うたフル」) (EZ「着うたフルプラス」) (LISMOビデオクリップ) (LISMO Video) (LISMO Book) | EZケータイアレンジ                      | バーコードリーダー&メーカー                                  | PCサイトビューアー       |
| au BOX | ワイヤレスミュージック                  | au Smart Sports Run & Walk Karada Manager カロリーカウンター | EZナビウォーク           |
| EZ助手席ナビ | 安心ナビ                                | 災害時ナビ                                                   | ナカチェン               |
| EZアプリ FullGame! Bluetooth対戦                                                                                      | EZアプリ(BREW)                          | オープンアプリプレイヤー                                     | PCドキュメントビューアー |
| アレンジメニュー | au oneガジェット マルチプレイウィンドウ | じぶん銀行アプリ                                             | EZ・FM                   |
| EZチャンネル EZチャンネルプラス EZニュースフラッシュ EZニュースEX （EZweb版のみ対応）                                 | Touch Message                           | EZFeliCa                                                     | ケータイ de PCメール     |
| デコレーションメール                                                                                                  | デコレーションアニメ                    | au one メール                                                | 緊急通報位置通知         |
| ワンセグ | グローバルパスポート (CDMA)             | 赤外線通信 (Irsimple／IrSS)                                  | Bluetooth                |

## 注
1. ↑  2012年（平成24年）7月23日より利用不可
2. ↑  最厚部21mm
3. ↑  同キャリア向けの端末としては初の採用となる。
4. ↑  現・NECカシオ モバイルコミュニケーションズ